# Montañas Skeena
Las montañas Skeena, también conocidas como las Skeenas, son un subconjunto de las montañas del Interior del norte de la Columbia Británica, Canadá, que flanquean esencialmente la cuenca superior del río Skeena. Se encuentran justo en el interior del extremo sur de las cordilleras Fronterizas de las montañas Costeras, y también en el extremo norte de las cordilleras Kitimat (otro subcordillera de las montañas Costeras). Su límite sur está descrito por el río Bulkley (un importante afluente del Skeena; su valle y el del río Skeena inferior son utilizados por la carretera 16 de la Columbia Británica) y los tramos superiores noroccidentales de los lagos Babine y Takla, y en su noreste por los tramos superiores del río Omineca.
Al norte, las Skeenas están cerca del sur de las mesetas  Tahltan y Klastline, parte del sur de la meseta de Stikine y la meseta de Spatsizi, otra submeseta de la meseta de Stikine, que incluye la parte superior del curso del río Stikine. Al noroeste, a través de los estrechos confines de la meseta Spatsizi, se encuentran las cordilleras Stikine de las montañas Cassiar, mientras que al este de las Skeenas están las montañas Omineca, en tanto que sus homólogos del sur son las montañas Hazelton, todas ellas parte de las montañas del Interior. Fisiográficamente, son una sección de la mayor provincia de las Tierras Altas del Yukón-Tanana,[cita requerida] que a su vez forman parte de la mayor división fisiográfica del Sistema Interior. 

## Subcordilleras y montañas
- Cordillera Atna, limitada por el arroyo Shedin, el arroyo Shelagyote y el río Babine.[1]
  - El pico Shedin, la cumbre más alta de la cordillera Atna, 2.588 m.
- Cordillera Babine, entre el lago Babine, el río Babine, el río Bulkey y el río Skeena.[2]
  - Monte Thomlinson
  - Sidina Mountain
  - Monte Thoen
  - Nine Mile Mountain
  - Netalzul Mountain
  - Monte Seaton
  - Monte Cronin
- Bait Range, en el lado oeste del lago Takla del norte.[3]
  - Bait Peak, cumbre más alta de Bait Range, 2,286 m
  - Monte Lovel
  - Monte Teegee
  - Pico Frypan
  - Pico Trail
- Cordillera Driftwood, entre las cabeceras de los ríos Driftwood y Nilkitkwa.[4]
  - Pico Driftwood , cumbre más alta de la Cordillera Driftwood, 2,027 m
  - Skutsil Knob
- Cordillera de Klappan, entre el río Klappan y el río Iskut.[5]
  - Volcán Maitland
  - Todagin Mountain
  - Tsatia Mountain
- Cordillera Oweegee, en el lado este del río Bell-Irving.[6]
  - Monte Skowill
  - Delta Peak
  - Monte Klayduc
- Cordillera Sicintine, al sur del río Skeena entre el río Sicintine y el río Squingula.
  - Pico Shelagyote, cumbre más alta de la cordillera Sicintine, 2,472 m
  - Pico Nilkitkwa
  - Monte Horetzky
- Cordillera Slamgeesh, entre el río Skeena  y el río Slamgeesh .[7]
  - Pico Notchtop
  - Pico Stephen
  - Foster Peak
- Cordillera Strata, entre el río Bell-Irving, el río Taylor, el arroyo Taft y el río Nass.[8]
- Cordillera Takla, limitada por el lago Takla y el brazo Noroeste.[9]
  - Pico Boling
  - Pico  Base
  - Pico Spike